# 271
El año 271 (CCLXXI) fue un año común comenzado en domingo del calendario juliano, en vigor en aquella fecha.
En el Imperio romano el año fue nombrado como el del consulado de Aureliano y Baso o, menos comúnmente, como el 1024 Ab urbe condita, siendo su denominación como 273 posterior, de la Edad Media, al establecerse el Anno Domini.

## Acontecimientos
- Aureliano rechaza una invasión de los alamanes en Italia.
- Aureliano vuelve a obtener una victoria mientras perseguía a los alamanes que huían.
- Aureliano derrota a los godos en los Balcanes, expulsándolos definitivamente de territorio romano.

- Aureliano evacúa la provincia romana de Dacia debido a que es imposible de sostener económicamente, creando una nueva con el nombre de Dacia Ripensis. A su vez, comienza a construir una muralla fortificada alrededor de Roma para frenar las invasiones.[1]

## Fallecimientos
- Victorino, emperador galo. (Fecha posible.)